# Aleksandr Kimierow
Aleksandr Władimirowicz Kimierow (ros. Александр Владимирович Кимеров; ur. 11 września 1996 w Moskwie) – rosyjski siatkarz, grający na pozycji atakującego i środkowego, reprezentant Rosji. Z powodu poważnych powikłań po przebyciu COVID-19 w listopadzie 2020 roku, nie będzie mógł dokończyć sezonu 2020/2021 we włoskiej Serie A, w drużynie NBV Werona.
W marcu 2017 roku został wyrzucony z pokładu samolotu z powodu wysokiego wzrostu.

## Sukcesy klubowe
Mistrzostwo Młodej Ligi Rosyjskiej:
- 2013
- 2015

Puchar CEV:
- 2015

Mistrzostwo Rosji:
- 2015, 2019

Puchar Challenge:
- 2017

Klubowe Mistrzostwa Świata:
- 2018

## Sukcesy reprezentacyjne
EEVZA U-19:
- 2013

Igrzyska Europejskie:
- 2015

Letnia Uniwersjada:
- 2015

Mistrzostwa Świata U-23:
- 2015

Mistrzostwa Świata Juniorów:
- 2015

## Nagrody indywidualne
- 2015: MVP Pucharu Młodej Ligi Rosyjskiej